# Круцификса Козулич, Мария
Мария Круцификса Козулич (хорв. Marija Krucifiksa Kozulić; 20 сентября 1852, Риека — 29 сентября 1922, там же) — хорватская благотворительница, просветительница, основательница Общества сестёр Святейшего Сердца Иисуса.

## Биография
Происходила из богатой семьи судовладельцев из Лошиня, переселившейся в Риеку в начале XIX века. В возрасте 14 лет она окончила городскую и музыкальную школу бенедиктинского монастыря Святого Роха в своём родном городе, где выучила итальянский язык.
Переехав в Триест в 1879 году она примкнула к культу Святейшего Сердца Иисуса Христа и стала совладельцем и управляющим магазина церковных облачений. Впоследствии она поступила в урсулинское педагогическое училище в Гориции, которое закончила в 1895 году. В том же году, вернувшись в свой родной город, Круцификса основала Институт Святейшего Сердца Иисуса, который включал в себя детский дом и детский сад, в которые принимали беспризорных девочек вне зависимости от их национальности и вероисповедания. Через четыре года ею было основано Общество сестёр Святейшего Сердца Иисуса, главой которого она являлась вплоть до своей смерти.

## Память
В 2007 году за просветительскую и благотворительную деятельность ей было присвоено звание Апостола Риеки, а позднее начат процесс по её беатификации.
В 2008 году созданное ею общество назвало в её честь здание женского студенческого дома в Риеке.
В 2013 режиссёром Бернардино Модричем был снят документальный фильм о деятельности Круцификсы под названием «Мать Риеки» (хорв. Riječka Majka).